# 1674 Groeneveld
1674 Groeneveld este o planetă minoră (asteroid), cu un diametru de 32,386 km, din centura de asteroizi. A fost descoperită pe 7 februarie 1938 la Observatorul Königstuhl de Karl Wilhelm Reinmuth și a fost numită după Ingrid van Houten-Groeneveld. 
Obiectul prezintă o orbită caracterizată de o semiaxă mare de 3,1988121 UAi, o excentricitate de 0,123055, o înclinație de 2,66201 ° în raport cu ecliptica.